# Portieux
Portieux is een gemeente in het Franse departement Vosges (regio Grand Est) en telt 1316 inwoners (2004). De plaats maakt deel uit van het arrondissement Épinal.

## Geografie
De oppervlakte van Portieux bedraagt 7,9 km², de bevolkingsdichtheid is 166,6 inwoners per km².

## Verkeer en vervoer
In de gemeente ligt spoorwegstation Vincey.
De onderstaande kaart toont de ligging van Portieux met de belangrijkste infrastructuur en aangrenzende gemeenten.

## Demografie
Onderstaande figuur toont het verloop van het inwonertal (bron: INSEE-tellingen).